# Ворота Карменты
Ворота Карменты, Porta Carmentalis — ворота Сервиевой стены в Древнем Риме, служившие основным входом к Марсову полю.

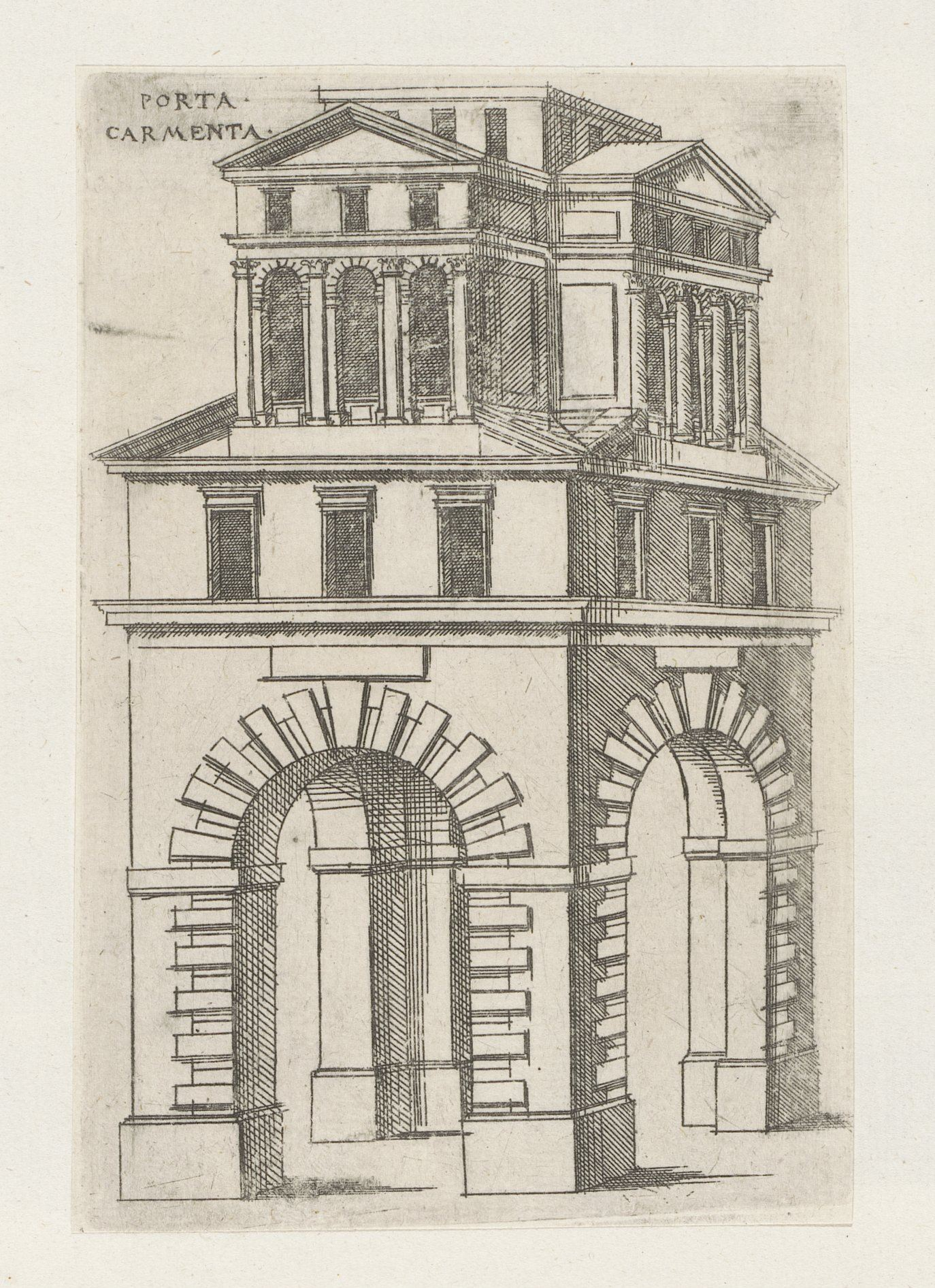

Ворота в юго-восточной части Капитолия были названы так по расположенному рядом алтарю Карменты, богини предсказаний и рождения. Ворота располагались рядом с пересечением современных римских улиц Via della Consolazione и Via della Bocca della Verità.
Ворота имели два прохода, один из которых назывался porta Scelerata — «преступные ворота», так как Фабии проникли через них на этрусскую территорию в 479 г. до н. э., через них старались не проходить, так как считалось, это приносит несчастье.